# Удар в сърцето
„Удар в сърцето“ (на испански: Un gancho al corazón) е мексиканска теленовела, режисирана от Серхио Катаньо, Алехандро Гамбоа и Клаудио Рейес Рубио, и продуцирана от Анджели Несма Медина за Телевиса през 2008-2009 г. Адаптация е на аржентинската теленовела Ти си моят живот, създадена от Адриан Суар с либрето от Ернесто Коровски.
В главните роли са Дана Гарсия и Себастиан Рули, а в отрицателните - Лайша Уилкинс и Макария. Специално участие вземат Раул Араиса, Маргарита Маганя и първата актриса Ана Мартин.

## Сюжет
Валентина Лопес, известна като „Монита“, е жизнерадостна и красива млада жена, която работи като професионална боксьорка, спорт, който практикува от години. Роберто „Бето“ Очоа е неин треньор и приятел, който не ѝ позволява нищо друго да прави освен да тренира, за да печели двубоите, и по този начин да бъде облагодетелстван с майка си, Ниевес, която е отгледала Монита, след като биологичната ѝ майка я изоставя още в детска възраст. В една от битките си Валентина е ранена в ръката и трябва да напусне ринга, докато се възстанови, но благодарение на мързеливия характер на Бето, тя трябва да си търси работа, за да издържа него и майка му.
В друга част на града е компанията за недвижими имоти „Серменьо“, собственост на Маурисио Серменьо, бивш пилот и шампион на автомобилни състезания, който решава да се оттегли от спорта и да се посвети в изграждането на семейство. Маурисио е приятел на Констанса, меркантилна и егоистична жена, но е убеден, че тя е жената на живота му, макар че не харесва характера ѝ.
Валентина, с помощта на най-добрите си приятелки, Естрея и Паула, ще поиска работа като секретарка в компанията. Там тя има конфронтация с Габриела, опора на „Серменьо“, която е влюбена в Салвадор, дясната ръка на Маурисио.
Валентина е уволнена от компанията, но на изхода се среща с Маурисио, и двамата се чувстват привлечени един от друг. Маурисио, който е напълно убеден в голямото, честно и отговорно сърце на Валентина, ѝ дава работа като негова секретарка. Всеки ден привличането между двамата расте, но трябва да се преструват, тъй като и двамата са ангажирани. Освен това Валентина пази тайната за истинската си професия.
Маурисио, който иска да създаде семейство, решава да осинови тримата братя Алдо, Луиса и Дани. Новината не е приета добре от Херонимо, братовчед на Марисио, и от Констанса. Децата се сближават с Валентина, която им става най-добра приятелка. Това потвърждава на Маурисио, че тя е жената на живота му.
Констанса, Херонимо и Оскар, нелоялен служител в компанията, ще обединят усилията си, за да изгонят от живота на Маурисио Валентина и децата. От друга страна, Валентина е убедена в любовта, която изпитва към Маурисио, но не иска да нарани Бето.

## Актьори
Част от актьорския състав:
- Дана Гарсия – Валентина Лопес „Монита“
- Себастиан Рули – Маурисио Серменьо
- Лайша Уилкинс – Констанса Лердо де Техеда Монкада
- Раул Араиса – Роберто „Бето“ Очоа
- Ана Мартин – Ниевес Очоа
- Макария – Исабел Лопес
- Ерик дел Кастийо – Маркос Лердо де Техеда
- Маргарита Маганя – Естрея Фалкон
- Роберто Бландон – Оскар Карденас Виявисенсио
- Ото Сирго – Салвадор Уйоа
- Еухения Каудуро – Габриела Паласиос
- Урсула Пратс – Жаклин Монкада
- Агустин Арана – Херонимо Серменьо
- Вероника Хаспеадо – Химена Серменьо де Клундер
- Алекс Сирвент – Роландо Клундер
- Лорена Енрикес – Паула Мендес
- Мигел Анхел Биаджио – Кристиан Бермудес
- Рикардо Абарка – Алдо Ернанедс / Алдо Серменьо Лердо де Техеда
- Рената Нотни – Луиса Ернандес / Луиса Серменьо Лердо де Техеда
- Никол Кастеле – Даниела Ернандес / Даниела Серменьо Лердо де Техеда
- Алехандро де ла Мадрид – Рикардо
- Мануел Охеда – Иларио Очоа
- Мануел „Флако“ Ибаниес – Д-р Лефорт
- Хуан Хосе Орихел – Себе си
- Анджели Несма – Себе си
- Серхио Майер – Фернандо де ла Роса
- Кармен Бесера – Флора
- Хорхе Де Силва – „Вълка“
- Ракел Панковски – Бернарда
- Тео Тапия – Д-р Пералес
- Хуан Карлос Серан – Едгар
- Луис Мануел Авила – Отец Абад

## Премиера
Премиерата на Удар в сърцето е на 25 август 2008 г. по Canal de las Estrellas. Последният 220. епизод е излъчен на 26 юни 2009 г.

## DVD
Телевиса издава теленовелата в DVD формат, съдържащ по-интересните епизоди.

## Награди и номинации
Награди TVyNovelas (2010)
| Категория                          | Личност                               | Резултат   |
| ---------------------------------- | ------------------------------------- | ---------- |
| Най-добър актьор в главна роля     | Себастиан Рули                        | Номиниран  |
| Най-добър актьор в поддържаща роля | Раул Араиса                           | Печели     |
| Най-добър оператор                 | Армандо Сафра                         | Номиниран  |
| Най-добра музикална тема           | "Un gancho al corazón" от Playa Limbo | Номинирани |

Награди ACE (Ню Йорк) 2010
| Категория        | Личност        | Резултат |
| ---------------- | -------------- | -------- |
| Най-добър актьор | Себастиан Рули | Печели   |

TV Adicto Golden Awards
| Година | Категория                               | Личност       | Резултат |
| ------ | --------------------------------------- | ------------- | -------- |
| 2008   | Най-добър актьор във второстепенна роля | Раул Араиса   | Печели   |
| 2008   | Най-добър оператор                      | Армандо Сафра | Печели   |

## Версии
- Ти си моят живот, аржентинска теленовела от 2006 г., продуцирана от Pol-ka Producciones за Canal 13, с участието на Наталия Орейро, Факундо Арана и Карла Петерсон. За новата версия персонажите са променени и пренаписани.